# Horn (Švýcarsko)
Horn je obec na východě Švýcarska. Je exklávou kantonu Thurgau v kantonu St. Gallen. Leží na břehu Bodamského jezera. Žije zde přibližně 2 800 obyvatel.

## Geografie
Horn je nejvýchodnější obcí kantonu Thurgau. Jako exkláva je obec obklopena kantonem St. Gallen. Na východě sousedí s obcí Goldach, na jihu s Tübachem a na západě se Steinachem. Severní hranici tvoří Bodamské jezero. Obec má tři přístavy.

## Historie

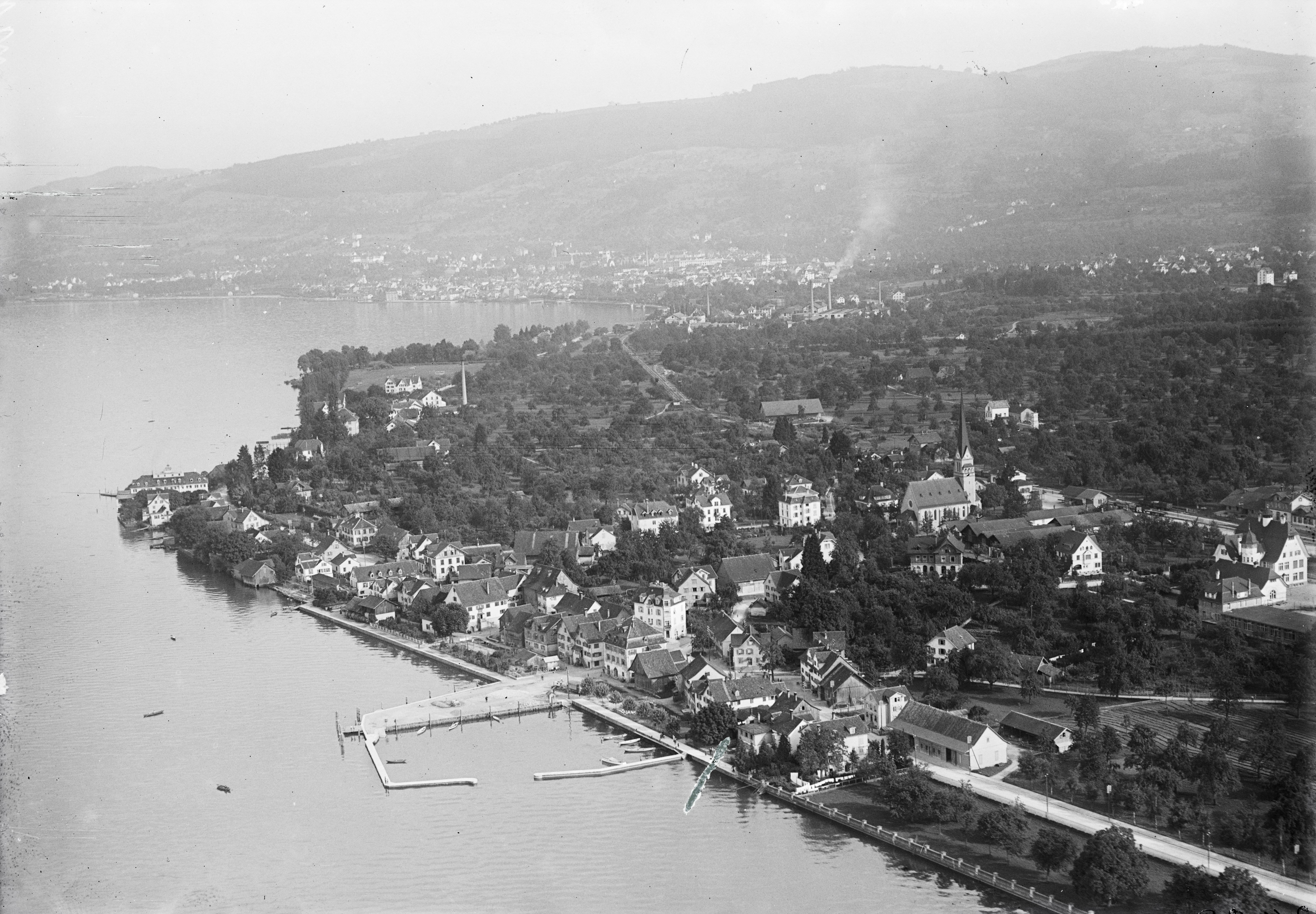
Letecký pohled (1923)

Usedlost Kehlhof v Hornu patřila pravděpodobně již v 9. století kostnickému opatství. První zmínka o Hornu (pod názvem Horna) je v listině vydané císařem Fridrichem Barbarossou v roce 1155. V dokumentu císař potvrzuje stávající pozemková práva kostnického biskupa. V roce 1449 získal klášter v St. Gallenu některá práva na Horn, která kníže-opat Ulrich Rösch v roce 1463 vyměnil s kostnickým biskupem Burkhardem von Randegg za Obergoldach, aby získal bezpečný přístup do údolí dolního Rýna. Horn nyní patřil k arbonskému panství v rámci území opatství Kostnice a až do roku 1798 podléhalo arbonskému městskému soudu, kde měl biskup vrchnostenskou i nižší soudní pravomoc. Poté, co Tübach a Untergoldach již nějakou dobu patřily klášteru v St. Gallenu, se knížeti-opatovi podařilo v roce 1490 získat Steinach. Horn tak byl zcela obklopen územím kláštera St. Gallen.
Se vznikem Helvétské republiky v roce 1798 měl být Horn začleněn do kantonu Säntis. Tomu zabránil tehdejší arbonský místodržící Ulrich Sauter a Horn vytvořil vlastní obec v kantonu Thurgau. Zákonem o zprostředkování z roku 1803 Horn ztratil samostatnost, protože obec nedosáhla potřebného počtu obyvatel stanoveného ústavou. V roce 1816 se Horn osamostatnil od Arbonu a stal se opět samostatným. Správy prostorově totožných místních a obecních obcí Hornu vzniklých v roce 1816 byly v roce 1870 sloučeny do jednotné obce Horn. Horn se stal součástí farnosti Arbon. V roce 1870 se Horn stal součástí farnosti Arbon.
V roce 1877 byla v Hornu zřízena farní kaple, která patřila k farnosti Arbon. V roce 1911 byla zřízena katolická farnost a v roce 1920 reformovaná farnost, jejíž kostel byl vysvěcen v roce 1930.

## Obyvatelstvo

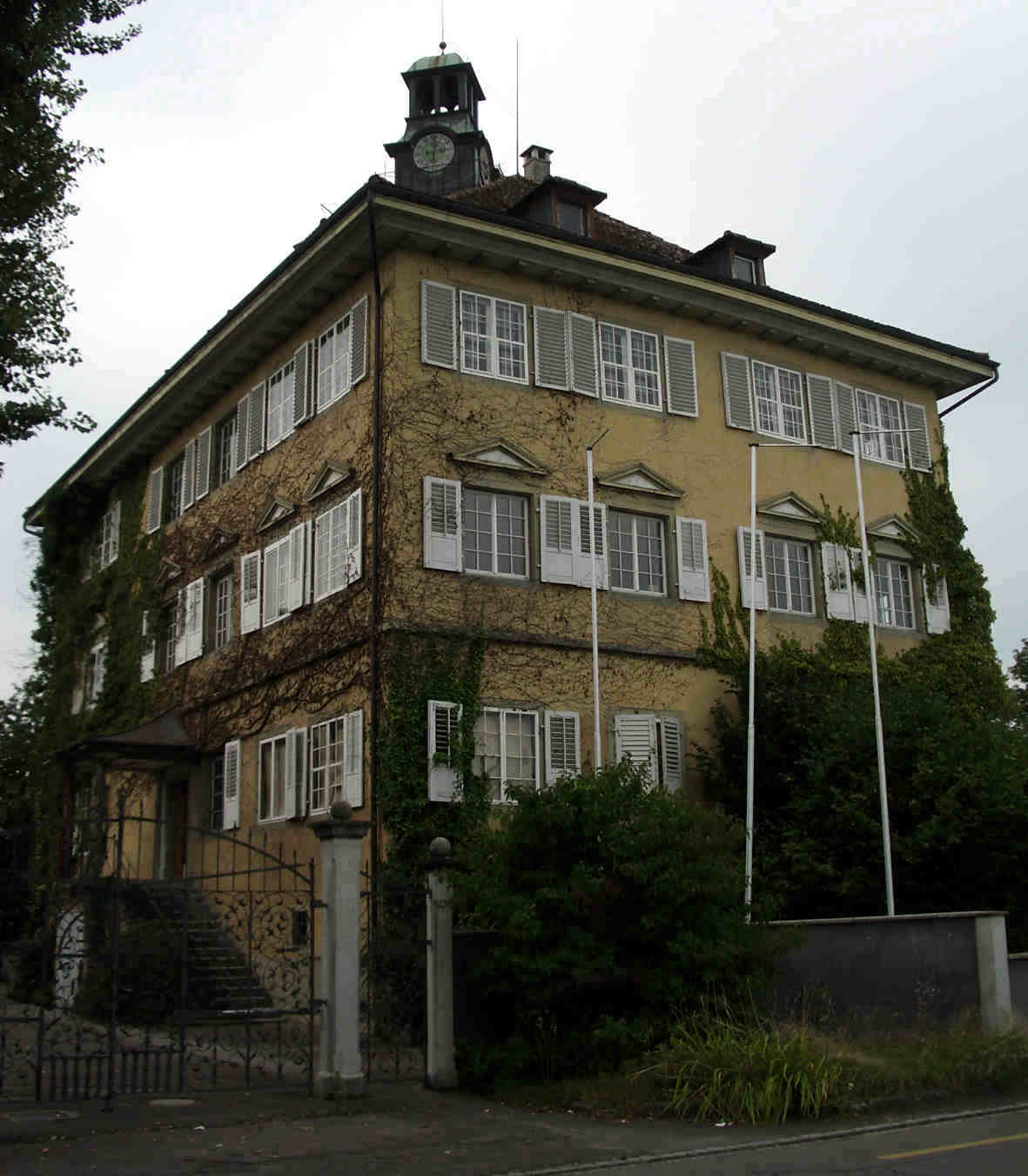
Zámeček Horn

| Vývoj počtu obyvatel | Vývoj počtu obyvatel | Vývoj počtu obyvatel | Vývoj počtu obyvatel | Vývoj počtu obyvatel | Vývoj počtu obyvatel | Vývoj počtu obyvatel | Vývoj počtu obyvatel | Vývoj počtu obyvatel | Vývoj počtu obyvatel | Vývoj počtu obyvatel |
| -------------------- | -------------------- | -------------------- | -------------------- | -------------------- | -------------------- | -------------------- | -------------------- | -------------------- | -------------------- | -------------------- |
| Rok                  | 1850                 | 1900                 | 1910                 | 1941                 | 1970                 | 1980                 | 1990                 | 2000                 | 2010                 | 2018                 |
| Počet obyvatel       | 403                  | 700                  | 1065                 | 1075                 | 2014                 | 1909                 | 2218                 | 2421                 | 2599                 | 2748                 |

## Hospodářství
V 19. století převládal v obci rybolov, tkalcovství a řemesla. Od roku 1824 zlepšila dopravní situaci paroplavba a Horn se nyní propagoval jako lázeňské město, známé také výrobou syrovátky. Ke konci 19. století se rozvíjelo chovatelství, mlékárenství a ovocnářství. Po otevření železniční trati Romanshorn–Rorschach v roce 1869 zde v letech 1888 a 1916/17 zahájily činnost pozdější firmy Bleicherei Raduner AG a Saisova továrna na olej a pokrmový tuk. Průmyslové podniky nahradily kolem roku 1920 zemědělství.
Po ukončení výroby společnosti Raduner AG v roce 1989 a olejárny v roce 2000 nabízejí v Hornu stále pracovní místa v druhém hospodářském odvětví společnosti Unisto AG (reklamní materiály) a Sabo Specialities, nástupce společnosti Sais.

## Doprava

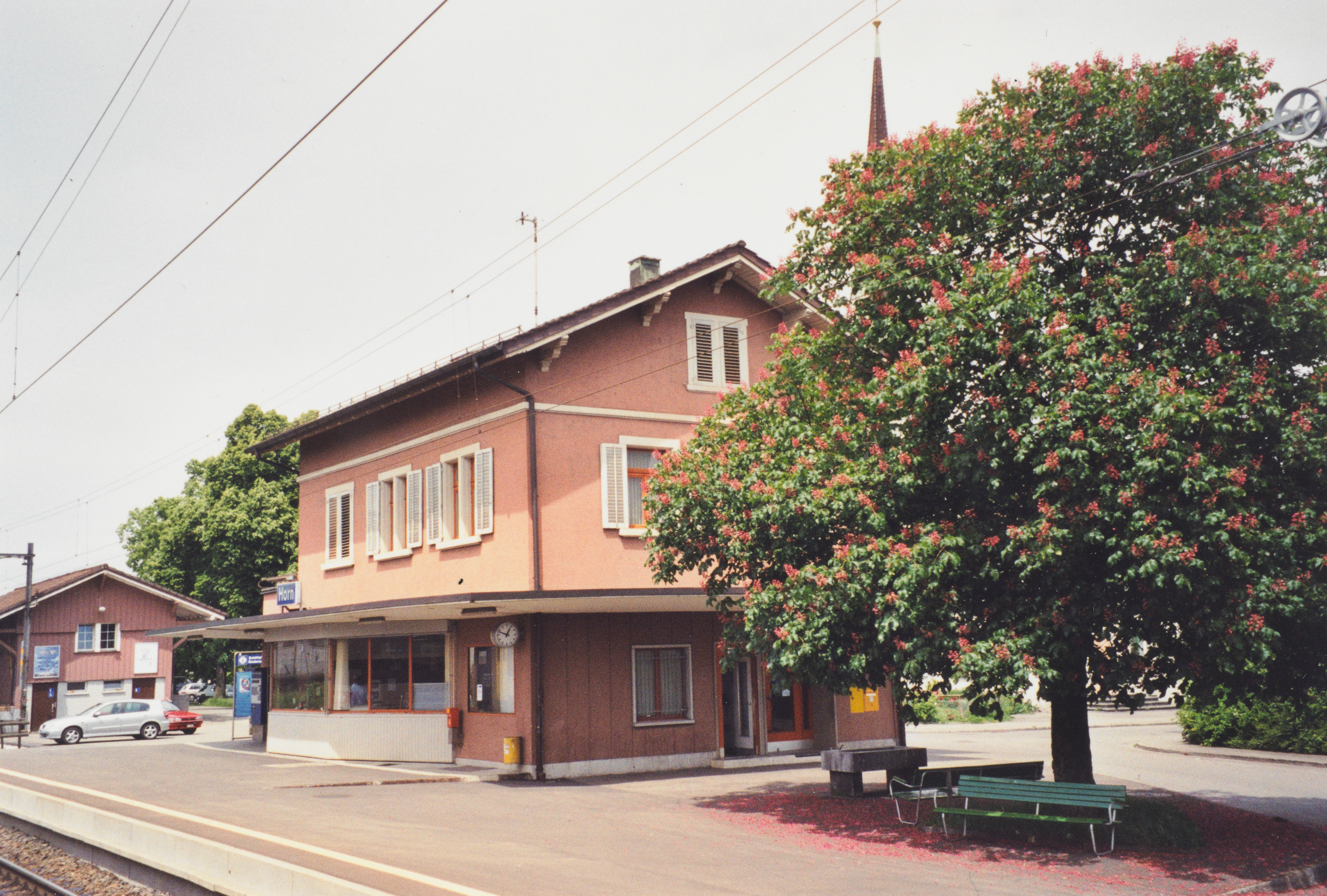
Železniční stanice

Horn má stanici na trati Romanshorn–Rorschach. Trať je obsluhována linkami S7 a S8 systému příměstských vlakových linek S-Bahn St. Gallen, které se střídají každou půlhodinu.
Spojení Hornu se sousedními obcemi a St. Gallenem zajišťuje také autobusová síť PostBus Switzerland. S-Bahn a autobusová doprava jsou integrovány do tarifní sítě Ostwind.
Dálnice A1 je snadno dostupná prostřednictvím dálničního přivaděče A23, jehož nejbližší sjezd se nachází asi 4 km od obce. Doba jízdy do St. Gallenu je přibližně 15 minut a do Curychu přibližně hodinu.